# Met Office

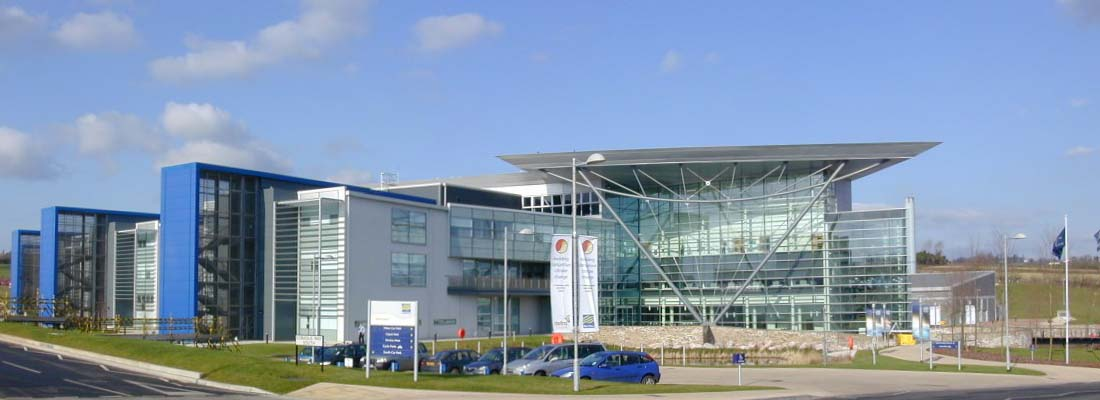
Hauptsitz des Met Office in Exeter

Das Met Office ist der nationale meteorologische Dienst des Vereinigten Königreichs. Die Bezeichnung Met Office war ursprünglich die Abkürzung von Meteorological Office, ist jedoch heute der offizielle Name.

## Geschichte
Gegründet wurde der Dienst im Jahr 1854 von Robert FitzRoy als kleine Abteilung innerhalb des Board of Trade, die hauptsächlich Sturmwarnungen an Seeleute veröffentlichte. Nachdem das Met Office ab 1990 zunächst Teil des Verteidigungsministeriums war, untersteht es seit 2011 dem Wirtschaftsministerium. Es ist heute dazu verpflichtet, nach unternehmerischen Grundsätzen zu handeln.

## Unternehmensstruktur
Der Hauptsitz befindet sich in Exeter in der Grafschaft Devon, wo sich mit dem Hadley Centre for Climate Prediction and Research auch ein eigenes Forschungszentrum befindet. Das Met Office verfügt zudem über ein Wettervorhersagezentrum in Aberdeen sowie über Niederlassungen in Gibraltar und auf den Falklandinseln. 
Eine wenig bekannte Abteilung ist das Mobile Met Office, das Truppen während Konflikten mit Wetterdaten versorgt, insbesondere die Royal Air Force. Diese Abteilung verlegte ihren Sitz 2003 nach Bracknell in Berkshire.
Das Met Office ist das von der International Civil Aviation Organization autorisierte Volcanic Ash Advisory Center für die Fluginformationsgebiete Bodø Oceanic, Reykjavík, Shanwick Oceanic, London, Scottish und Shannon.

## Dienstleistungen
Eine der bekanntesten Dienstleistungen des Met Office ist die Schifffahrts-Wettervorhersage (Shipping Forecast), die auf BBC Radio 4 ausgestrahlt wird.

## Weiteres
Zu den bekannten Wissenschaftlerinnen in der Geschichte des Met Office gehört Julia Slingo.